# Phare d'Ellingråsa
Le phare d'Ellingråsa (en norvégien : Ellingråsa fyr)  est un feu côtier de la commune de Flatanger, dans le comté et la région de Trøndelag (Norvège). Il est géré par l'administration côtière norvégienne (en norvégien : Kystverket).

## Histoire
Le premier phare a été mis en service en 1888 sur l'île de Bjørøya dans le fjord de Folda pour remplacer le phare de Villa. Cette maison-phare peinte en blanc a été automatisé en 1959 et a été désactivé en 2001, date à laquelle un nouveau phare automatique a été activé à proximité. Il est situé à environ 5 km au nord-ouest du village de Lauvsnes. Il marque le passage entre l'île de Bjørøya et le continent.

## Description
Le phare actuel  est une tourelle carrée  de 6 mètres de haut, avec une galerie et lanterne. La tour est totalement peinte en blanc et le toit de la lanterne est rouge. Il émet, à une hauteur focale de 23 mètres, deux éclats (blanc, rouge et vert selon différents secteurs) toutes les 5 secondes. Sa portée nominale est de 14.5 milles nautiques (environ 23.5 km).
Identifiant : ARLHS : NOR-071 ; NF-5091 - Amirauté : L1750 - NGA : 8672 .

### Lien connexe
- Liste des phares de Norvège